# Cyrnus sagittarius
Cyrnus sagittarius is een schietmot uit de familie Polycentropodidae. De soort komt voor in het Palearctisch gebied.